# Peristoma
La palabra peristoma deriva del griego peri, que significa 'alrededor' o 'junto', y stoma, 'boca'. Es el término utilizado para describir varias características anatómicas que rodean la apertura de un órgano o estructura en plantas, animales invertebrados, y musgos.

## En musgos

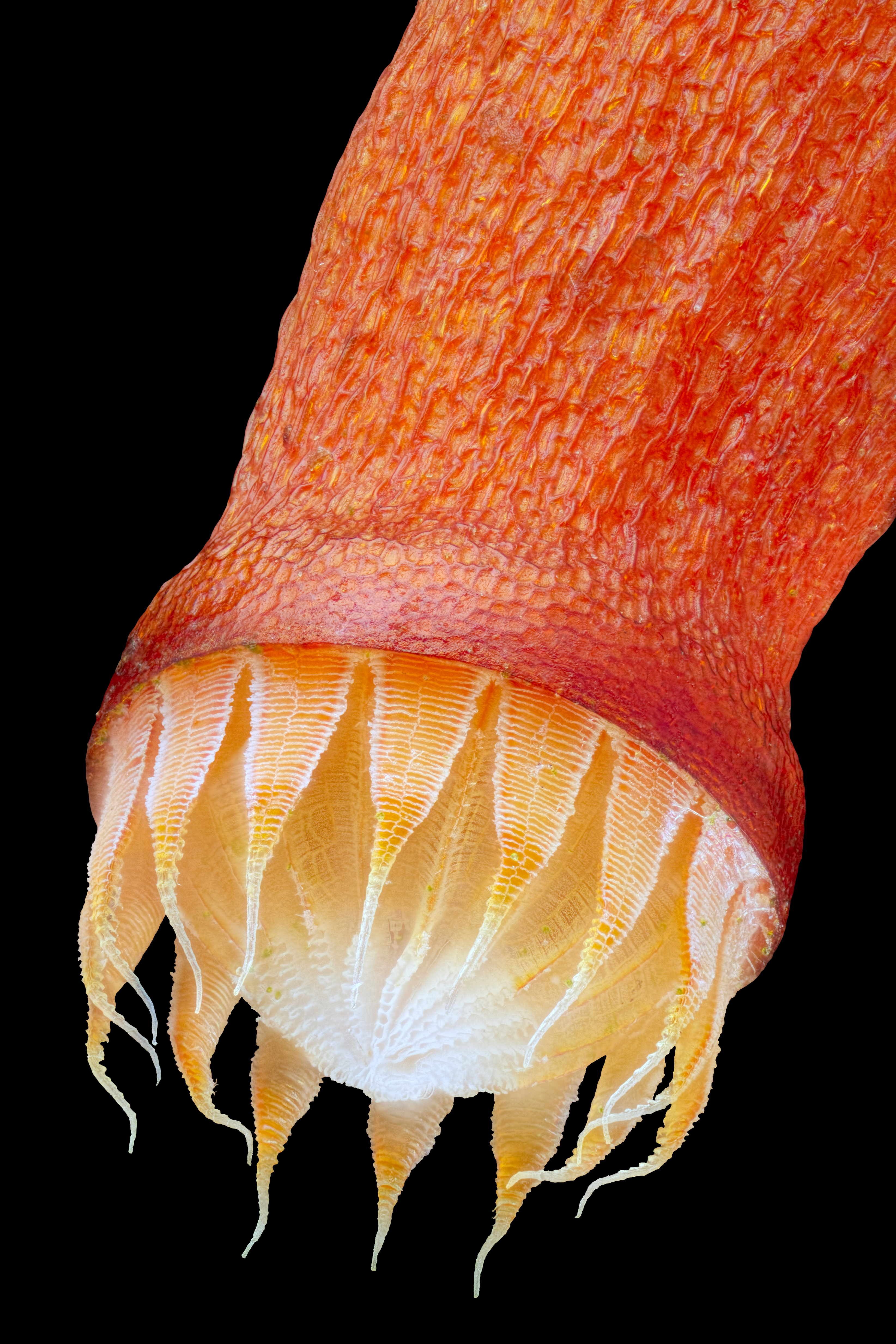
Peristoma de Bryum capillare

El peristoma de los musgos es una apertura cializada en el esporangio que permite la descarga gradual de esporas, en lugar de liberarlas todas a la vez.
La mayor parte de los musgos producen una cápsula con una tapa (el opérculo) que se desprende cuando las esporas del interior están maduras y listas para ser dispersadas.  La apartura que se revela es llamada estoma (significa "boca") y está rodeada por uno o dos peristomas.  Cada peristoma es un anillo de "dientes" triangulares formados a partir de los restos de paredes celulares.  Generalmente hay 16 dientes en cada peristoma, separados uno del otro y capaces de moverse para cerrar el estoma, así como plegarse para abrirlo.  Esta articulación de los dientes se denomina arthrodontous y se encuentra en el musgo de la subclase Bryopsida.  En otros grupos de musgos, la cápsula está bien nematodontous con un opérculo adjunto (como en el Polytrichopsida), o bien se abre para dividirse sin opérculo o dientes.

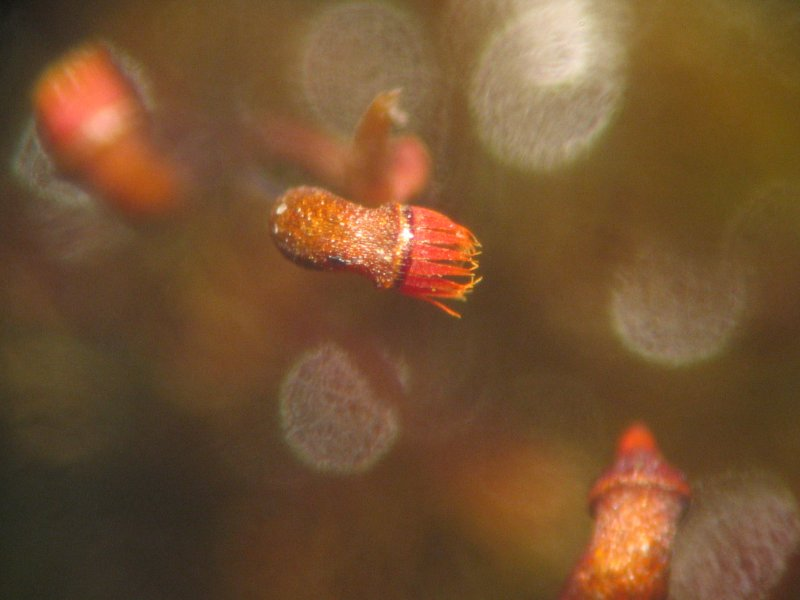
Arthrodontous del musgo Dicranella varia

Hay dos subtipos de peristoma arthrodonto.  La primera se denomina haplolepidous y consta de un solo círculo de 16 dientes de peristoma.  El segundo tipo es el peristoma diplolepidous encontrado en la subclase Bryidae.  En este tipo, hay dos anillos de dientes de peristoma —unendostoma interno (abreviatura de endoperistoma) y un exostoma.  El endostoma es una membrana más delicada, y sus dientes están alineados entre los dientes del exostoma.  Hay varios musgos en el Bryopsida que carecen de peristoma en sus cápsulas.  Esos musgos todavía mantienen los mismos patrones de división celular en el desarrollo de la cápsula, pero los dientes no se desarrollan plenamente.

## En plantas con trompetas

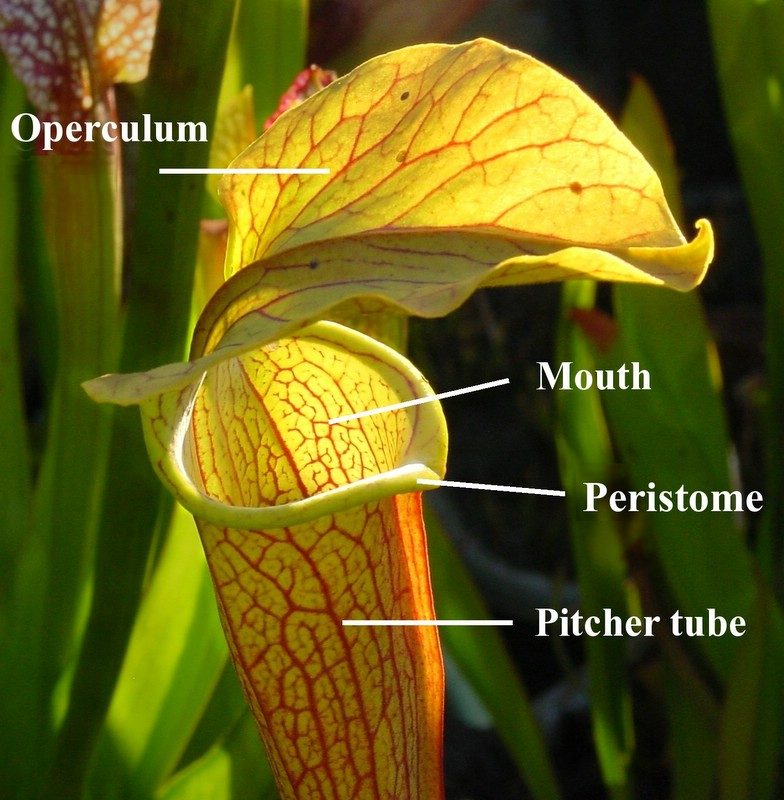
Un diagrama mostrando la localización del peristoma en una Sarracenia (planta con trompetas de Norteamérica).

En plantas con trompetas, el peristoma es un anillo de reflejos (o anillo parcial) de tejido que rodea la entrada al tubo digestivo de estas plantas. A menudo (por ejemplo en Cephalotus) posee fuertes y dominantes 'dientes' que le ayudan a retener la presa. A menudo es salpicada con glándulas secretoras de néctar, de ahí su nombre popular, rollo de néctar.

## En gastrópodos con caparazón (caracoles)

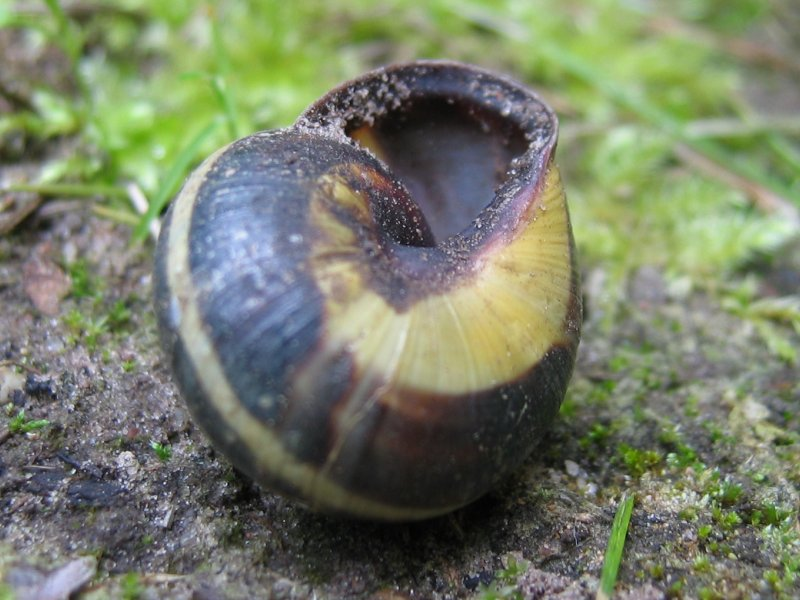
La superficie ventral del caparazón de un Cepaea nemoralis. El peristoma es espeso y de color oscuro en un caracol adulto.

El peristoma es el margen de la apertura del caparazón de un gasterópodo. Es el borde del labio de la caparazón. Esta parte, a veces, refleja o se engrosa una vez que el caracol alcanza el tamaño adulto, y estas cualidades del peristoma pueden ser características de diagnóstico del caparazón que ayuden en la identificación de especies.